# سیکلوپامین
سیکلوپامین (به انگلیسی: Cyclopamine) یک ترکیب شیمیایی با شناسه پاب‌کم ۴۴۲۹۷۲ است.